# 維堡 (丹麥)

Viborg

維堡是位於丹麥中日德蘭大區的一個城市。維堡是中日德蘭大區的行政中心所在地。此外維堡還是日德蘭半島高等法院、西部高等法院的所在地。維堡是丹麥最大的城市之一，轄區面積占丹麥國土面積的3.3%。維堡也是丹麥歷史最為悠久的城市之一。市名取自於「聖地」（Wii）和「小丘」（Berg）兩詞。